# Comanche (Oklahoma)
Comanche es una ciudad ubicada en el condado de Stephens en el estado estadounidense de Oklahoma. En el año 2010 tenía una población de 	1663 habitantes y una densidad poblacional de 140,93 personas por km².

## Geografía
Comanche se encuentra ubicada en las coordenadas 34°21′55″N 97°58′7″O / 34.36528, -97.96861 (34.365189, -97.968640).

## Demografía
Según la Oficina del Censo en 2000 los ingresos medios por hogar en la localidad eran de $24,960 y los ingresos medios por familia eran $28,654. Los hombres tenían unos ingresos medios de $26,250 frente a los $17,500 para las mujeres. La renta per cápita para la localidad era de $13,612. Alrededor del 21.8% de la población estaban por debajo del umbral de pobreza.